# 綜合企業
綜合企業（英語：Conglomerate company）是指一些跨產業丶產業集群發展的企業，用以分散風險。一般而言，由於登記營業項目的限制與營業稅、財務、会計、節稅上的考量，多以企業集團的模式營運。

## 跨產業發展的企業有以下的著名企業

### 主要上市公司
- 長江和記實業有限公司 (港交所：0001）、（OTCBB：CHEUY
）
- 香港中華煤氣有限公司（港交所：0003，OTCBB：HOKCY
）
- 九龍倉集團有限公司（港交所：0004）
- 恆基兆業地產有限公司（港交所：0012）
- 新鴻基地產發展有限公司（港交所：0016）
- 新世界發展有限公司（港交所：0017)，OTCBB：NDVLY
）
- 太古股份有限公司（港交所：0019，A股）、（港交所：0087，B股）
- 銀河娛樂集團有限公司（港交所：0027）
- 遠東發展有限公司（港交所：0035）
- 佳寧娜集團控股有限公司（港交所：0126）
- 華人置業集團（港交所：0127）
- 力寶有限公司（港交所：0226）
- 信德集團有限公司（港交所：0242）
- 中國中信股份有限公司（港交所：0267，OTCBB：CTPCY
）
- 美的集團有限公司（港交所：0300）
- 香港興業國際集團有限公司（港交所：0480）
- 麗新發展有限公司（港交所：0488）
- 香港華人有限公司（港交所：0655）

### 其他公司
- 三星集團
- 台塑集團
- 復星國際
- 海爾集團
- 海信集團
- 佳兆業集團
- 萬達集團
- 長榮集團
- 三井集團
- 鴻海科技集團
- 正大集團
- 英皇集團
- 香港置地
- 旭日國際
- 頂新集團
- SK集團
- 合和實業
- 南豐集團
- 深圳星河控股

## 跨產業投資注意事項
確保企業項目在不同經濟週期的風險、產業國策走向、產業周期特性、產业亙補、產業結構、商品供需關係、宏觀經濟、全球經濟、政治形勢的變化研究等。這個是必要把握的一個關鍵，另外微觀上看做好項目資金回流、項目投資效益、投資時機的把握、投資規模、財務投資戰略、現金流、负債、應收、應付帳的控制，投融資、財務方案把控。才能把握好企業資金連穩定，債務處在一個健康的狀況，而盲目追求多元化則會令企業陷入債務危機，專注於一個或者數個事業把它做成功，過分的盲目的投資會令企業的財務狀況緊張、地緣政治因素，如恆大債務危機、中美關係、俄烏戰爭，總而言之，跨產業就是企業要令可持續發展

## 財務私穩、跨地域投資丶節稅
另外一個是用大量離岸公司持有项目，用以節稅、持有财產，隱埋财富，例如把一些在高稅率地區的投資、跨地域投資項目，用于分散投資，由低稅率地區的企業持有，例如開曼群島、百慕達等